# Tom Jackson
Thomas Dale "Tom" Jackson, CC, född 27 oktober 1948 i närheten av Batoche i Saskatchewan, är en kanadensisk skådespelare och sångare. Han har i sin karriär som skådespelare bland annat medverkat i Star Trek: The Next Generation (avsnittet "Journey's End") och Sullivan's Crossing, samt medverkat i filmerna Clearcut – någon måste betala, Grizzly Falls, Skinwalkers, och Cold Pursuit. Han var dessutom kansler på Trent University i Peterborough, Ontario, mellan åren 2009 och 2013.
Jackson är sedan år 1991 gift med Alison Jackson (född Jones), med vilken han har fyra barn. Han bor tillsammans med sin familj i Calgary, Alberta.

## Filmografi (i urval)

### Filmer
- 1991 – Clearcut – någon måste betala
- 1999 – Grizzly Falls
- 2005 – Legenden från djupet
- 2006 – Skinwalkers
- 2012 – Deadfall
- 2019 – Cold Pursuit

### TV-serier
- 1994 – Star Trek: The Next Generation (TV-serie)
- 2002 – Kultjägarna (TV-serie)
- 2006 – Law & Order: Criminal Intent (TV-serie)
- 2007 – Little Mosque on the Prairie (TV-serie)
- 2018 – Cardinal (TV-serie)
- 2019–2022 – Outlander (TV-serie)
- 2021 – Supergirl (TV-serie)
- 2023 – Sullivan's Crossing (TV-serie)

## Diskografi

### Album
- 1990 – Sally Ann
- 1994 – No Regrets
- 1997 – Home This Christmas
- 1997 – That Side of the Window
- 2001 – I Will Bring You Near
- 2006 – Singing for Supper on Tour
- 2011 – 'Twas in the Moon of Wintertime
- 2015 – Ballads Not Bullets
- 2018 – The Essential

### Singlar
- 1989 – "No Regrets"
- 1995 – "Few and Far Between"
- 1995 – "Humble Me"
- 1997 – "Dance with the Devil"
- 1998 – "Before the Owl Calls My Name"
- 1998 – "That Side of the Window"
- 2002 – "Love Don't Live Here Anymore"
- 2011 – "The Gift"
- 2015 – "Blue Water"